# Francuscy ministrowie spraw zagranicznych

## 1547-1789 – sekretarze stanu
Generalnie nazywani secrétaires d’État aux Affaires étrangères; poszczególni z nich mogli mieć jednak różne tytuły w zależności od powierzanych im zadań.

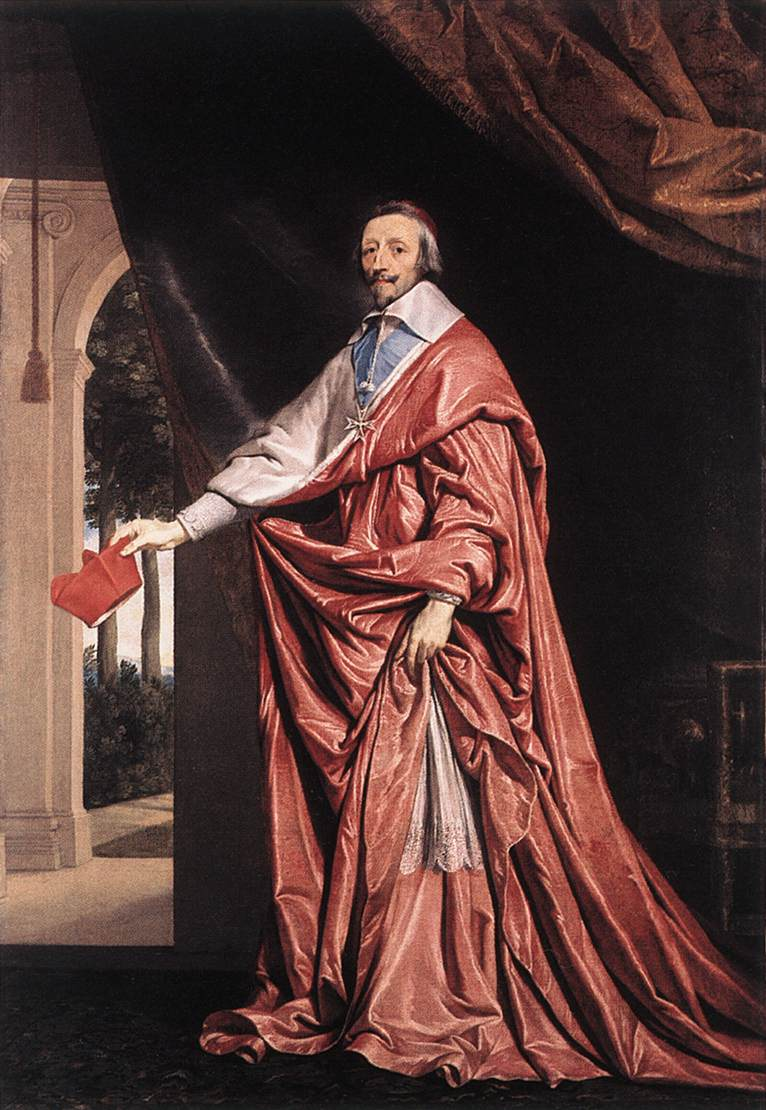
Armand Jean Richelieu
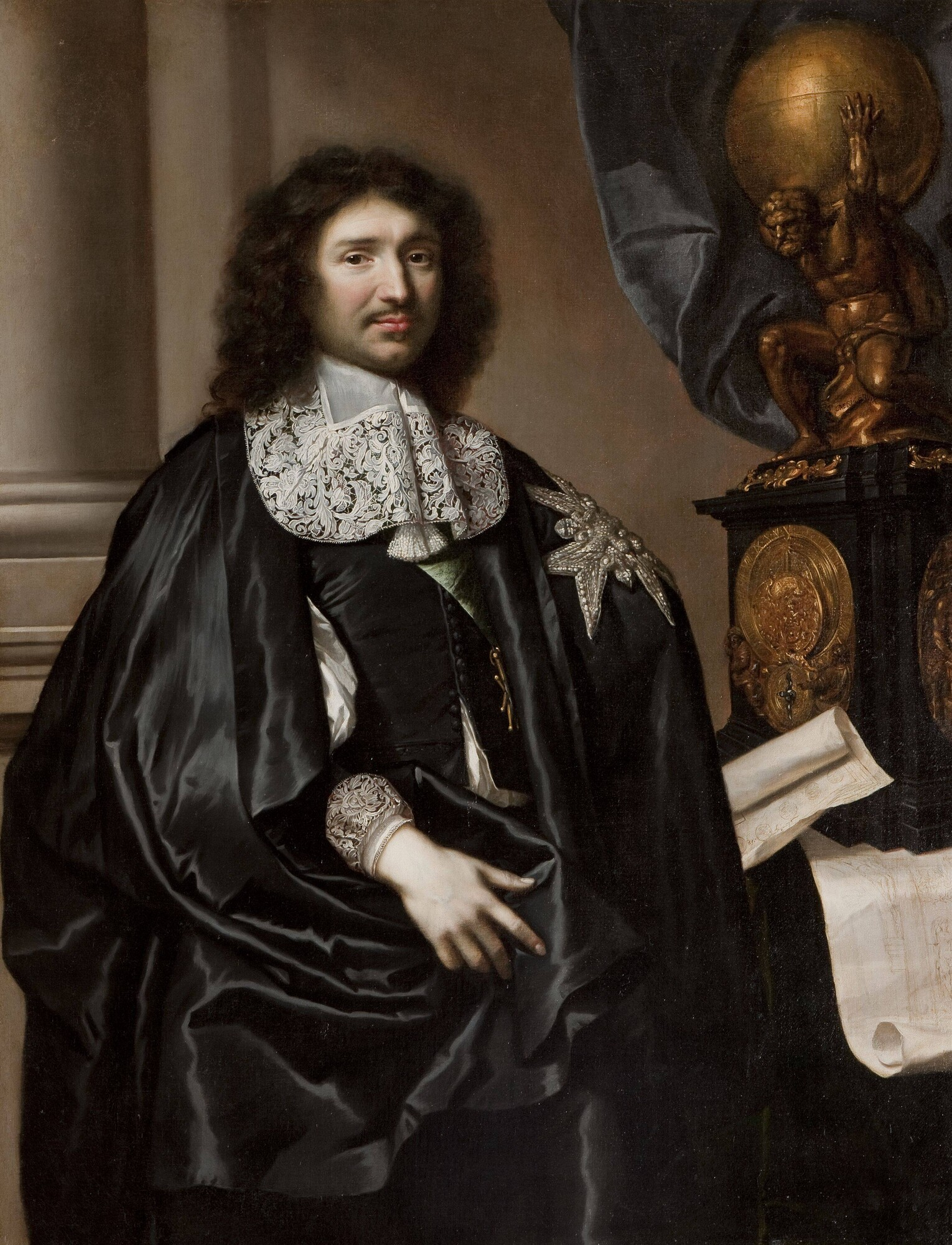
Jean-Baptiste Colbert
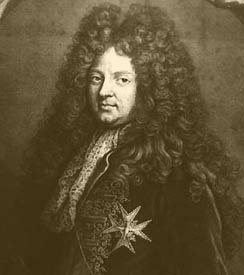
Charles Colbert de Croissy
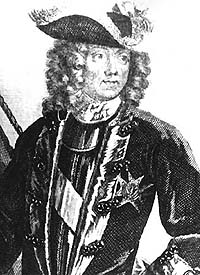
Nicolas Chalon du Blé
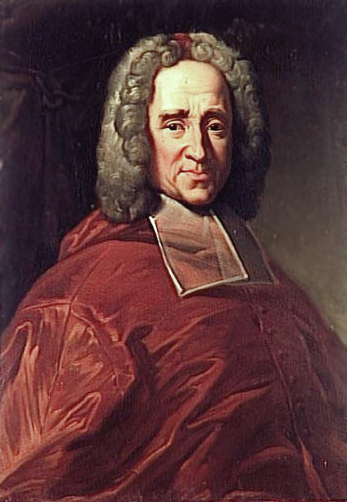
Guillaume Dubois
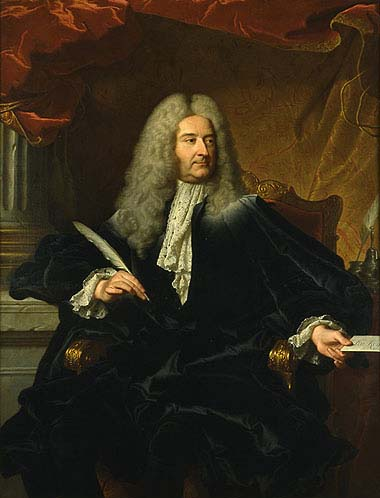
Germain Louis Chauvelin
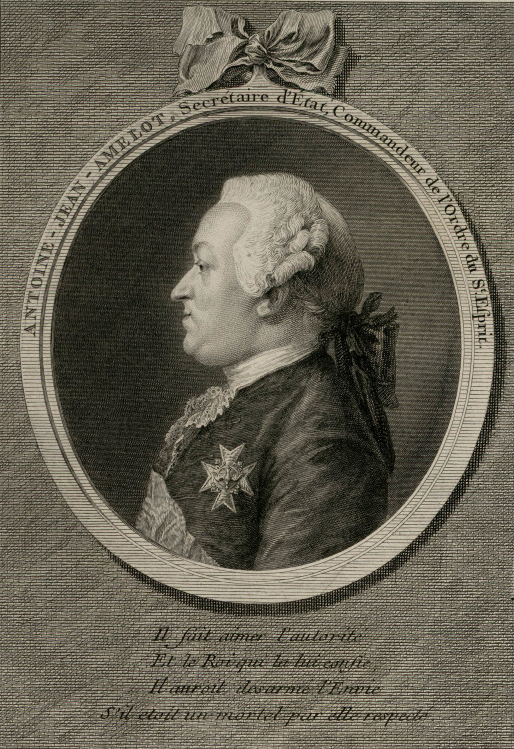
Jean-Jacques Amelot de Chaillou
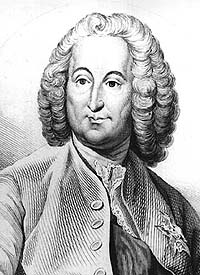
Antoine Louis Rouillé
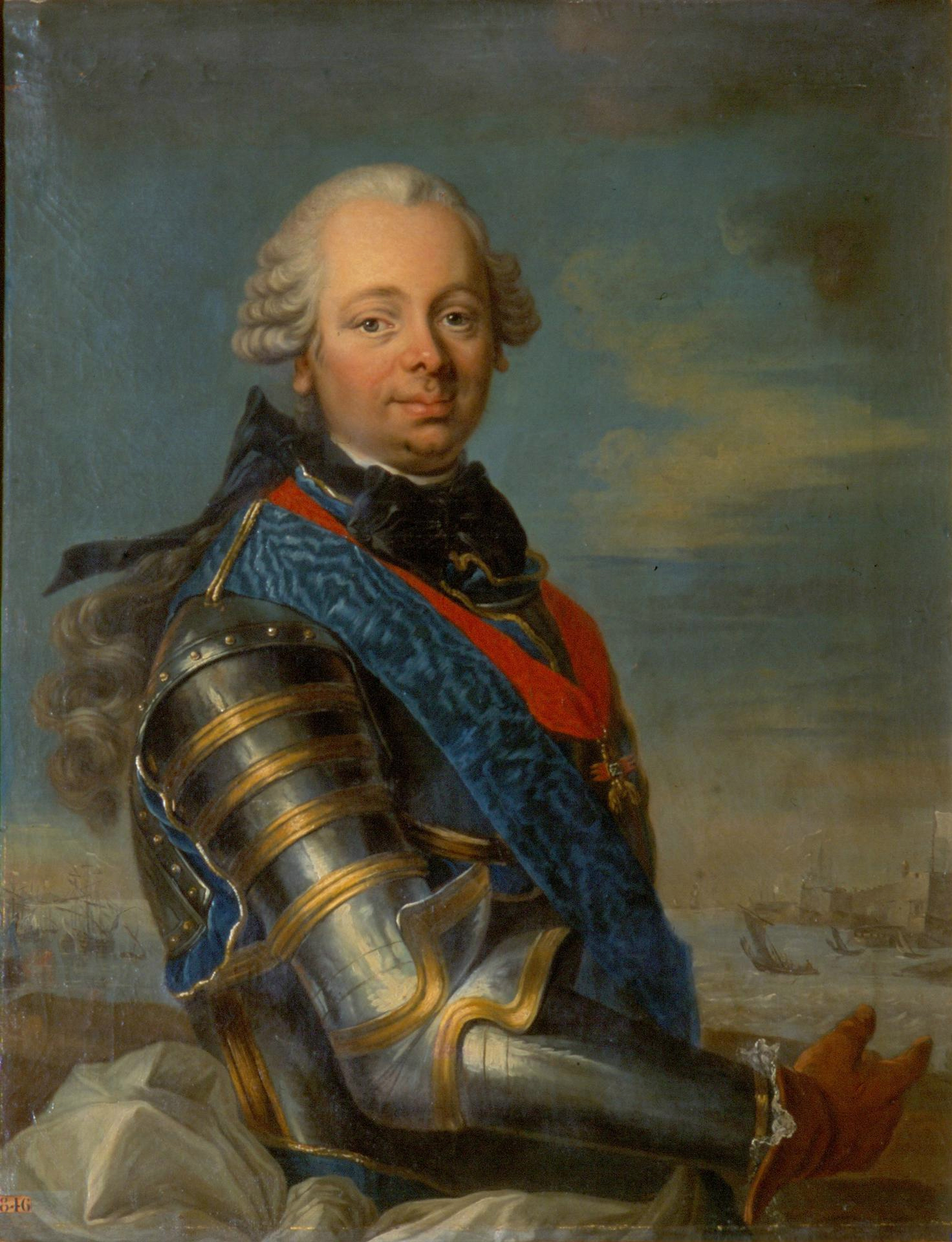
Étienne-François de Choiseul
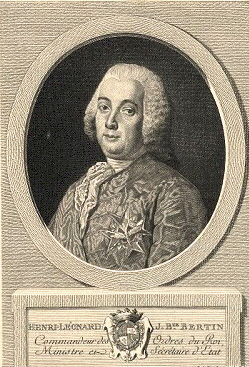
Henri Léonard Jean Baptiste Bertin

### XVI wiek
- 1 kwietnia 1547–1567: Claude de l’Aubespine, seigneur d’Hauterive
- 1558–1567: Jacques Bourdin, seigneur de Villeines
- 1558–1567: rodzina Robertet
- 8 lipca 1567 – wrzesień 1570: Claude de l’Aubespine, hrabia d’Hauterive
- 1567–1569: Florimond III Robertet d’Alluye(inne języki)
- 22 października 1567–1579: Simon Fizes, baron de Sauves(inne języki)
- 28 października 1567–1588: Nicolas de Neufville de Villeroi
- 8 czerwca 1569–1588: Pierre Bruslart de Genlis
- 13 września 1570–1588: Claude Pinard, de Comblisy et de Cramailles
- 15 września 1588 – 24 września 1594: Louis de Revol(inne języki)

### XVII wiek
- 30 grudnia 1594 – 12 listopada 1617: Nicolas de Neufville de Villeroi
- 4 marca 1606 – 9 sierpnia 1616: Pierre Bruslart, marquis de Sillery
- 9 sierpnia – 25 listopada 1616: Claude Mangot de Velleran et Villarceau
- 30 września 1616 – 1 maja 1617: Armand Jean Richelieu
- 30 kwietnia 1617–1624: Pierre Bruslart, markiz de Sillery
- 5 lutego 1624–1626: Raymond Phélypeaux d’Herbault, Nicolas Potier d’Ocquerre, Henri-Auguste de Loménie, Charles Le Beauclerc, seigneur d’Hacheres et de Rougemont
- 11 marca 1626 – 2 maja 1629: Raymond Phélypeaux
- 2 maja 1629–1632: Claude Bouthillier du Pont et de Fossigny
- 18 marca 1632 – 21 lutego 1643: Léon Bouthillier, hrabia de Chavigny i Buzancay
- 23 czerwca 1643 – 1663: Henri-Auguste de Loménie(inne języki)
- 3 kwietnia 1663 – 1 września 1671: Hugues de Lionne(inne języki)
- wrzesień 1671 – styczeń 1672: François Michel Le Tellier de Louvois
- 16 I 1672 – 18 listopada 1679: Simon Arnauld de Pomponne
- do 1683 de facto Jean-Baptiste Colbert
- 18 listopada 1679–1696: Charles Colbert de Croissy

### XVIII wiek
- 1696–1715 : Jean-Baptiste Colbert de Torcy (markiz)
- 23 września 1715 – 1 września 1718: Nicolas Chalon du Blé (odpowiedzialny za polisynodię, bez tytułu MSZ)
- 24 września 1718 – 10 sierpnia 1723: Guillaume Dubois
- 16 sierpnia 1723 – 19 sierpnia 1727: Charles Jean-Baptiste Fleuriau
- 23 sierpnia 1727 – 20 lutego 1737: Germain Louis Chauvelin
- 22 lutego 1737 – 26 kwietnia 1744: Jean-Jacques Amelot de Chaillou
- 26 kwietnia 1744 – 19 listopada 1744: Adrien Maurice de Noailles
- 19 listopada 1744 – 10 stycznia 1747: René Louis de Voyer de Paulmy d’Argenson
- 27 stycznia 1747 – 9 września 1751: Louis Philogène Brûlart de Sillery, markiz de Puisieulx
- 11 września 1751 – 24 lipca 1754: François Dominique de Barberie de Saint-Contest
- 24 lipca 1754 – 28 czerwca 1757: Antoine Louis Rouillé
- 28 czerwca 1757 – 9 października 1758: François-Joachim de Pierre de Bernis, abbé potem kardynał.
- 3 grudnia 1758 – 13 października 1761: Étienne-François de Choiseul
- 13 października 1761 – 10 kwietnia 1766: César Gabriel de Choiseul-Praslin
- 10 kwietnia 1766 – 24 grudnia 1770: Étienne-François de Choiseul II raz
- 24 grudnia 1770 – 6 czerwca 1771: Louis Phélypeaux (1705–1777)
- 6 czerwca 1771 – 2 czerwca 1774: Emmanuel de Vignerot du Plessis
- 2 czerwca 1774 – 21 lipca 1774: Henri Léonard Jean Baptiste Bertin
- 21 lipca 1774 – 13 lutego 1787: Charles Gravier de Vergennes
- 14 lutego 1787 – 13 lipca 1789: Armand Marc de Montmorin Saint-Hérem
- 13 lipca 1789 – 16 lipca 1789: Paul François Quélen de Stuer de Causade, książę de Vauguyon

## od 1789 – ministrowie spraw zagranicznych

### XVIII wiek
- 16 lipca 1789 – 29 listopada 1791 Armand Marc de Montmorin Saint-Hérem
- 29 listopada 1791 – 15 marca 1792 Claude Antoine Valdec de Lessart(inne języki)
- 15 marca 1792 – 13 czerwca 1792 Charles François Dumouriez
- 13 czerwca 1792 – 18 czerwca 1792 Pierre Paul de Méredieu de Naillac
- 18 czerwca 1792 – 23 lipca 1792 Scipion Victor de Chambonas(inne języki)
- 23 lipca 1792 – 1 sierpnia 1792 François Joseph de Gratet, wicehrabia Dubouchage
- 1 – 10 sierpnia 1792 Claude Bigot de Sainte-Croix(inne języki)
- 10 sierpnia 1792 – 21 czerwca 1793 Pierre Henri Hélène Marie Lebrun-Tondu(inne języki)
- 21 czerwca 1793 – 2 kwietnia 1794 François Louis Michel Chemin Deforgues(inne języki)
- 5 – 8 kwietnia 1794 Jean Marie Claude Alexandre Goujon(inne języki)
- 8 – 20 kwietnia 1794 Martial Joseph Armand Herman(inne języki)
- 20 kwietnia 1794 – Charles Delacroix
- 3 listopada 1795 – 15 lipca 1797 Charles-Maurice de Talleyrand-Périgord
- 15 lipca 1797 – 20 lipca 1799 Karl Reinhard
- 20 lipca 1799 – 20 listopada 1799 Jean-Baptiste Nompère de Champagny(inne języki)
- 1799–1807 Charles-Maurice de Talleyrand-Périgord

### XIX wiek
- 1799–1807: Charles-Maurice de Talleyrand-Périgord
- 1807–1811: Jean-Baptiste Nompère de Champagny(inne języki)
- 1811–1813: Hugues Bernard Maret
- 1813–1814: Armand Augustin Louis de Caulaincourt
- 1814: Antoine René Charles Mathurin, hrabia de Laforest
- 1814–1815: Charles-Maurice de Talleyrand-Périgord
- 1815: Armand Augustin Louis de Caulaincourt
- 1815: Louis, baron Bignon
- 1815: Charles-Maurice de Talleyrand-Périgord
- 1815: Armand Emmanuel du Plessis, książę de Richelieu
- 1815–1818: Jean-Joseph-Paul-Augustin, markiz Dessolles
- 1818–1819: Étienne Denis, baron Pasquier(inne języki)
- 1819–1821: Mathieu de Montmorency
- 1821–1822: François-René de Chateaubriand
- 1822–1824: Ange Hyacinthe Maxence, baron de Damas(inne języki)
- 1824–1828: Auguste de La Ferronays
- 1828–1829: Anne Pierre Adrien, książę de Montmorency-Laval
- 1829: Joseph-Marie de Portalis(inne języki)
- 1829: Jules Auguste Armand Marie, książę de Polignac
- 1829–1830: Victor Louis Victurnien(inne języki)
- 1830: Louis, baron Bignon
- 1830: Jean-Baptiste Jourdan
- 1830: Louis, hrabia Molé
- 1830: Nicolas Joseph Maison
- 1830–1832: Horace François Bastien, hrabia Sébastiani
- 1832–1834: Victor, duc de Broglie
- 1834: Henri Gauthier, comte de Rigny
- 1834: Charles Joseph, comte Bresson(inne języki)
- 1834–1835: Henri Gauthier, comte de Rigny
- 1835–1836: Victor, duc de Broglie
- 1836: Adolphe Thiers
- 1836–1839: Louis, comte Molé
- 1839: Napoléon Auguste Lannes, duc de Montebello
- 1839–1840: Nicolas Jean de Dieu Soult, duc de Dalmatie
- 1840: Adolphe Thiers
- 1840–1848: François Guizot
- 1848: Alphonse de Lamartine
- 1848: Jules Bastide
- 1848: Marie Alphonse Bedeau
- 1848: Jules Bastide
- 1848–1849: Édouard Drouyn de Lhuys
- 1849: Alexis de Tocqueville
- 1849: Alphonse de Rayneval(inne języki)
- 1849–1851: Jean-Ernest Ducos, vicomte de La Hitte(inne języki)
- 1851: Édouard Drouyn de Lhuys
- 1851: Anatole, baron Brénier de Renaudière(inne języki)
- 1851: Jules Baroche(inne języki)
- 1851–1852: Louis Félix Étienne, marquis de Turgot(inne języki)
- 1852–1855: Édouard Drouyn de Lhuys
- 1855–1860: Aleksander Colonna-Walewski
- 1860: Jules Baroche(inne języki)
- 1860–1862: Édouard Thouvenel
- 1862–1866: Édouard Drouyn de Lhuys
- 1866: Charles, marquis de La Valette(inne języki)
- 1866–1868: Lionel, marquis de Moustier(inne języki)
- 1868–1869: Charles, marquis de La Valette(inne języki)
- 1869–1870: Henri, prince de La Tour d'Auvergne(inne języki)
- 1870: Napoléon, comte Daru(inne języki)
- 1870: Émile Ollivier
- 1870: Agenor, duc de Gramont(inne języki)
- 1870: Henri, prince de La Tour d'Auvergne(inne języki)
- 1871–1873: Charles, comte de Rémusat(inne języki)
- 1873: Albert, duc de Broglie
- 1873–1877: Louis Decazes, duc de Glucksberg
- 1877: Gaston-Robert, marquis de Banneville(inne języki)
- 1877–1879: William Henry Waddington(inne języki)
- 1879–1880: Charles de Freycinet
- 1880–1881: Jules Barthélemy-Saint-Hilaire
- 1881–1882: Léon Gambetta
- 1882: Charles de Freycinet
- 1882–1883: Charles Duclerc
- 1883: Armand Fallières
- 1883: Paul-Armand Challemel-Lacour(inne języki)
- 1883–1885: Jules Ferry
- 1885–1886 Charles de Freycinet
- 1886–1888: Émile Flourens(inne języki)
- 1888–1889: René Goblet
- 1889–1890: Eugène Spuller(inne języki)
- 1890–1893: Alexandre Ribot
- 1893: Jules Develle(inne języki)
- 1893–1894: Jean Casimir-Perier
- 1894–1895: Gabriel Hanotaux
- 1895–1896: Marcellin Pierre Berthelot
- 1896: Léon Bourgeois
- 1896–1898: Gabriel Hanotaux
- 1898–1905: Théophile Delcassé

### XX wiek
- 1898–1905: Théophile Delcassé
- 1905–1906: Maurice Rouvier
- 1906: Léon Bourgeois
- 1906–1911: Stéphen Pichon(inne języki)
- 1911: Jean Cruppi(inne języki)
- 1911–1912: Justin de Selves(inne języki)
- 1912–1913: Raymond Poincaré
- 1913: Charles Jonnart(inne języki)
- 1913: Stéphen Pichon(inne języki)
- 1913–1914: Gaston Doumergue
- 1914: Léon Bourgeois
- 1914: René Viviani
- 1914: Gaston Doumergue
- 1914–1915: Théophile Delcassé
- 1915: René Viviani
- 1915–1917: Aristide Briand
- 1917: Alexandre Ribot
- 1917: Louis Barthou
- 1917–1920: Stéphen Pichon(inne języki)
- 1920: Alexandre Millerand
- 1920–1921: Georges Leygues
- 1921–1922: Aristide Briand
- 1922–1924: Raymond Poincaré
- 1924: Edmond Lefebvre du Prey(inne języki)
- 1924–1925: Édouard Herriot
- 1925–1926: Aristide Briand
- 1926: Édouard Herriot
- 1926–1932: Aristide Briand
- 1932: Pierre Laval
- 1932: André Tardieu
- 1932: Édouard Herriot
- 1932–1934: Joseph Paul-Boncour
- 1934: Édouard Daladier
- 1934: Louis Barthou
- 1934–1936: Pierre Laval
- 1936: Pierre-Étienne Flandin
- 1936–1938: Yvon Delbos
- 1938: Joseph Paul-Boncour
- 1938–1939: Georges Bonnet
- 1939–1940: Édouard Daladier
- 1940: Paul Reynaud
- 1940: Édouard Daladier
- 1940: Paul Reynaud
- 1940: Paul Baudouin
- 1940: Pierre Laval
- 1940: Pierre-Étienne Flandin
- 1941–1942: François Darlan
- 1942–1944: Pierre Laval
- 1941–1942: Maurice Dejean(inne języki)
- 1942–1943: René Pleven
- 1943–1944: René Massigli(inne języki)
- 1944–1946: Georges Bidault
- 1946–1947: Léon Blum
- 1947–1948: Georges Bidault
- 1948–1953: Robert Schuman
- 1953–1954: Georges Bidault
- 1954–1955: Pierre Mendès France
- 1955: Edgar Faure
- 1955–1956: Antoine Pinay
- 1956–1958: Christian Pineau
- 1958: René Pleven
- 1958–1968: Maurice Couve de Murville
- 1968–1969: Michel Debré
- 1969–1973: Maurice Schumann
- 1973: André Bettencourt
- 1973–1974: Michel Jobert
- 1974–1976: Jean Sauvagnargues
- 1976–1978: Louis de Guiringaud
- 1978–1981: Jean François-Poncet
- 1981–1984: Claude Cheysson
- 1984–1986: Roland Dumas
- 1986–1988: Jean-Bernard Raimond
- 1988–1993: Roland Dumas
- 1993–1995: Alain Juppé
- 1995–1997: Hervé de Charette
- 1997–2002: Hubert Védrine

### XXI wiek
- 1997–2002: Hubert Védrine
- 2002–2004: Dominique de Villepin
- 2004–2005: Michel Barnier
- 2005–2007: Philippe Douste-Blazy
- 2007–2010: Bernard Kouchner
- 2010–2012: Alain Juppé
- 2012–2016: Laurent Fabius
- 2016–2017: Jean-Marc Ayrault
- 2017–2022: Jean-Yves Le Drian
- 2022–2024: Catherine Colonna
- 2024: Stéphane Séjourné
- od 2024: Jean-Noël Barrot